# 위요트어
위요트어(Wiyot)는 캘리포니아 훔볼트만(Humboldt Bay)에 살던 원주민 위요트족이 말하던 알그어족의 언어이다. 1962년 마지막 화자 Della Prince가 사망하며 언어는 사멸했다. 연방 공인 부족인 위요트족 공동체는 언어 부흥 활동을 벌이고 있으나 현재까지 위요트어를 유창하게 구사하는 화자는 없다.
위요트어는 인근의 유로크어와 함께 1913년 에드워드 사피어가 알곤킨어족의 먼 친척으로 제안한 언어이다. 두 언어는 다른 알곤킨 언어들과 지리적으로 심하게 멀리 떨어져 있었기 때문에 이 분류법은 향후 수십 년 간 소위 "리트완(Ritwan) 논쟁"으로 알려진, 미국 언어학계의 격렬한 논쟁의 중심이 되었다. 이들 간의 유전적 관계는 1950년대에는 주류 학계에서 수용되었고, 이 확장된 언어 계통은 "알그어족"(Algic)이라는 이름으로 알려지게 되었다.

## 같이 보기
- 유로크어

## 참고 문헌
- Campbell, Lyle (1997). 《American Indian languages: The historical linguistics of Native America》. New York: Oxford University Press.
- Goddard, Ives (1975). 〈Algonquian, Wiyot, and Yurok: Proving a distant genetic relationship〉.   Kinkade, M. D.; Hale, K. L.; Werner, O. 《Linguistics and anthropology in honor of C. F. Voegelin》. Lisse: Peter de Ridder Press. 249–262쪽.